# Christian Verhaeghe
Christian Verhaeghe  (België, 21 juli 1966) is een Vlaams stripauteur. Sinds 2013  werkt hij als decortekenaar van Suske en Wiske bij Studio Vandersteen.

## Biografie
In 1993 debuteerde Verhaeghe met een kortverhaal van zes pagina's voor het tijdschrift Jet van uitgeverij Le Lombard. Daarna maakte hij in 1993-2000 met scenarist Ronny Matton onder meer de historische stripreeksen Bezette stad (2 delen) en Kroniek van de Guldensporenslag (4 delen), uitgegeven bij Uitgeverij Talent. Vervolgens nam Verhaeghe het tekenwerk over van Peter Nielsen voor de stripreeks Les Traine-Ténèbres. In 2003-2004 maakte Verhaeghe met scenarist Brice Tarvel een tweetal albums in de reeks Schemerzwervers.
In 2011 verscheen van zijn hand een hommage aan Pom dat verscheen in het album Op het spoor van Pom (2011).
Verhaeghe werkte van 2009 tot 2013 voor Studio 100, waar hij onder meer samen met Luc Morjaeu en Peter van Gucht werkte aan de autostrip Rox en het paardenverhaal Amika. Verhaeghe werkte aan vijftien delen in de Sprookjesreeks van Studio 100.
In 2013 begon Verhaeghe als decortekenaar voor Suske en Wiske bij Studio Vandersteen ter vervanging van Peter Quirijnen. Zijn eerste bijdragen zijn aan het Suske en Wiske-album Het schrikkelspook.
- Bibliothèque nationale de France: cb14445413w (data)
- International Standard Name Identifier: 0000 0000 0309 0604
- Nederlandse Thesaurus van Auteursnamen: 108163687
- Système universitaire de documentation: 084274182
- Virtual International Authority File: 24821672
- WorldCat: E39PBJd89tJK9p37yR6RpjQg8C